# Сибирский экологический центр
Сибирский экологический центр (Сибэкоцентр, Siberian Environmental Center) — межрегиональная благотворительная общественная организация. Располагалась в Новосибирском Академгородке.
МБОО «Сибэкоцентр» была создана в ноябре 1999 г. и получила статус юридического лица 24 феврaля 2000 г. Сибэкоцентр работал в Новосибирской области, Алтайском крае и Республике Алтай, а также в других регионах России.
Сибэкоцентр организовали выпускники Сибирского отделения Движения Дружин по охране природы (ДОП) и члены Экоклуба Новосибирского государственного университета.
Организация являелась соучредителем журналов «Пернатые хищники и их охрана / Raptors Conservation» и «Степной бюллетень».
12 февраля 2015 года «Сибэкоцентр» был внесён в реестр некоммерческих организаций, выполняющих функции «иностранного агента». С данным решением организация не согласилась и оспаривала его в суде. Решением общего собрания Сибэкоцентра 30 августа 2015 года деятельность организации остановлена на неопределенный срок — до снятия статуса иностранного агента. Директор организации уволен, Совет организации распущен.
Организация ликвидирована 27 декабря 2017 г. Причина: прекращение деятельности общественного объединения в качестве юридического лица по решению суда на основании ст.29 Федерального закона от 19.05.1995 № 82-ФЗ «Об общественных объединениях».